# Lotus Excel

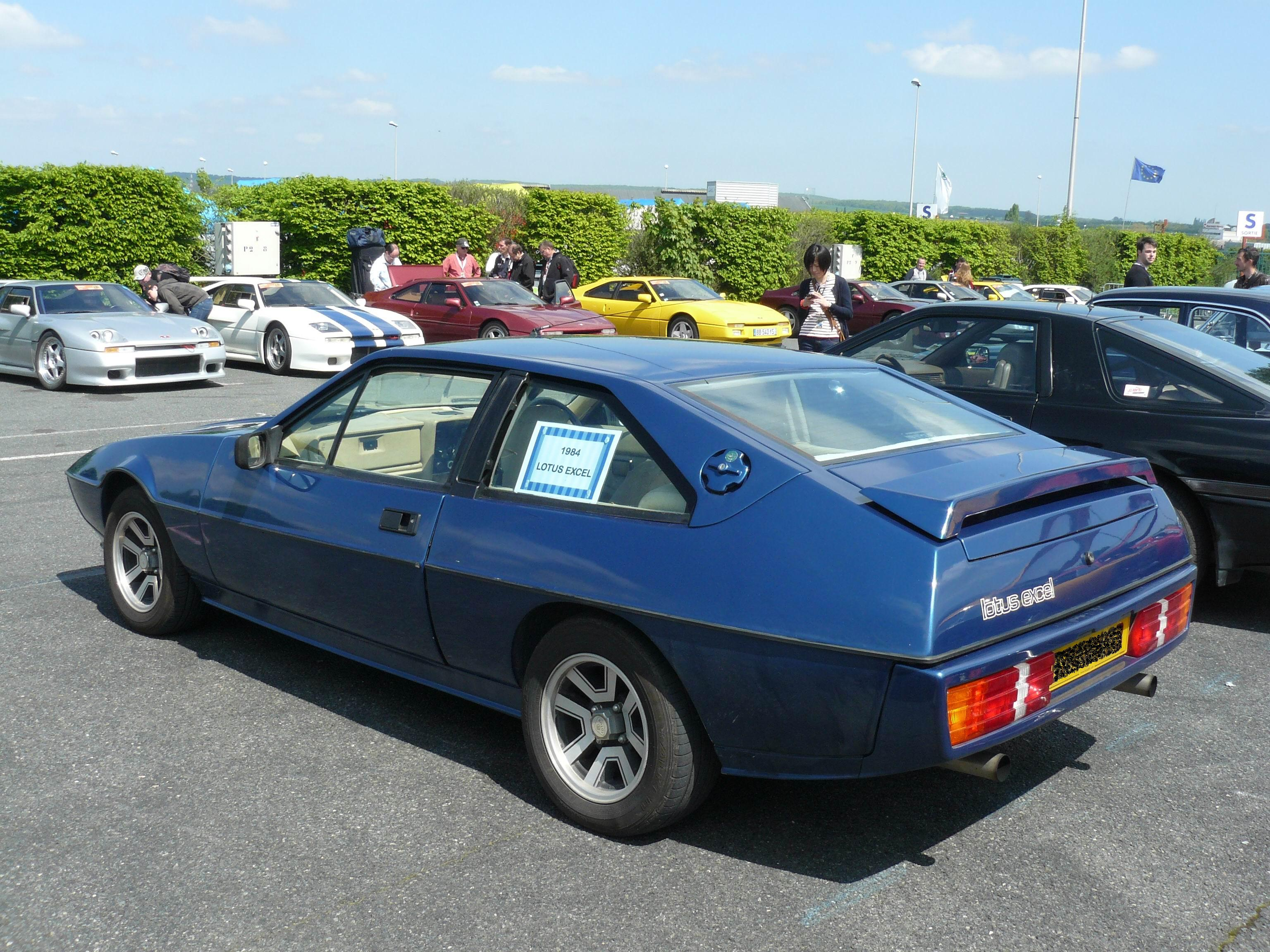
Lotus Excel de 1984, vue arrière.

La Lotus Excel est un coupé sportif du constructeur britannique Lotus produit entre 1982 et 1992. Elle fut introduite comme une évolution de la Lotus Eclat, reprenant son architecture à moteur avant et propulsion.
Conformément à son accord avec Toyota, Lotus a introduit des pièces du constructeur japonais dans ses véhicules. Ainsi la Lotus Excel (les premiers modèles étaient proposés sous le nom Eclat/Excel) comporte la chaîne de transmission Toyota W58, mais également d'autres pièces partagées avec la Toyota Supra. Elle dispose du moteur en aluminium DOHC 2,2 L Lotus 912 quatre cylindres développant 160 ch (119 kW) commun avec la Lotus Esprit S3.
Selon Lotus Cars, un seul exemplaire de la Lotus Excel fut produit selon les normes des États-Unis à cause de normes d'émissions contraignantes et de ventes en Europe faibles.

## Évolutions
- Lotus Excel 1982-1992
- Lotus Excel SE 1985-1992 (180 ch / 134 kW)
- Lotus Excel SA 1986-1992 (boîte automatique ZF à 4 rapports)